# The Desperate Hour
Ne doit pas être confondu avec The Desperate Hours.
Pour plus de détails, voir Fiche technique et Distribution.
The Desperate Hour ou La Dernière heure au Québec est un thriller américano-canadien réalisé par Phillip Noyce et sorti en 2021.

## Synopsis
À Lakewood, une ville montagneuse des États-Unis, Amy Carr, veuve depuis peu, décide de prendre un jour de congé. Elle salue sa fille Emily qui monte dans un bus scolaire, mais découvre son fils Noah, toujours au lit, se plaignant d'être malade. Amy court à travers les bois, répondant à plusieurs appels de routine. Peu après avoir croisé plusieurs voitures de police roulant à toute vitesse, Amy reçoit sur son téléphone portable un message l'informant que toutes les écoles du quartier sont confinées. Désespérée d'en savoir plus, Amy passe plusieurs appels, qui lui permettent peu à peu de reconstituer les faits. Elle apprend qu'un tireur actif a tué une fille au lycée. 
De plus, elle conclut que Noah n'est pas chez lui, mais qu'il s'est rendu au lycée après que son camion a été aperçu sur le parking. Un mécanicien, dont l'atelier est proche du lycée, informe Amy que la police fouille le camion de Noah. Il ajoute plus tard que quatre autres véhicules, outre celui de Noah, sont également fouillés. Un policier, par l'intermédiaire d'un répartiteur du 911, pose des questions à Amy sur Noah, ce qui l'amène à se demander si Noah est le tireur de l'école. Lors d'un appel ultérieur, la police informe Amy que Noah n'est pas le tireur et que celui-ci n'est pas un élève. Amy finit par se diriger vers l'autoroute où elle rencontre un chauffeur de Lyft qui la conduit au lycée. 
En chemin, Amy compose le numéro de portable du tireur, récupéré discrètement par son supérieur. Le tireur répond, mais raccroche après un bref échange. Amy découvre que le tireur est un ancien employé de l'école. La police appelle Amy, la réprimandant pour avoir appelé le tireur et perturbé leurs négociations. Noah appelle Amy, mais l'appel est bref et Noah est visiblement stressé. 
La police rappelle Amy pour lui demander si elle peut, une fois de plus, appeler le tireur, espérant ainsi le distraire afin que la police puisse pénétrer dans la pièce où se trouvent les otages. Amy arrive sur les lieux et, lors de son bref appel au tireur, elle entend des coups de feu et perd le contact avec lui et Noah. Debout près des barrages de police autour de l'école, Amy voit Noah émerger et les deux se retrouvent joyeusement. Sur le chemin du retour, la mère d'Amy appelle Amy pour lui dire qu'elle vient chercher Emily. Noah publie un message sur les réseaux sociaux dans lequel il dénonce les fusillades dans les écoles et encourage son public à les combattre courageusement.

## Fiche technique
- Titre original et français : The Desperate Hour
- Titre québécois : La dernière heure
- Réalisation : Phillip Noyce
- Scénario : Chris Sparling
- Musique : Fil Eisler
- Photographie : John Brawley
- Montage : Lee Haugen
- Production : Andrew D. Corkin, Chris Sparling, Alex Lalonde, Zack Schiller, David Boies, Naomi Watts, Chris Parker et Dylan Sellers
- Sociétés de production : Untapped, Boies/Schiller Entertainment et Limelight
- Sociétés de distribution : Vertical Entertainment et Roadside Attractions
- Pays de production :  États-Unis,  Canada
- Langue originale : anglais
- Format : couleur - 2,39:1
- Genre : thriller
- Dates de sortie :
  - Canada : 12 septembre 2021 (festival de Toronto)
  - États-Unis : 25 février 2022
  - France : 1er juin 2022 (VOD), 7 décembre 2022 (DVD)

## Distribution
- Naomi Watts : Amy Carr
- Colton Gobbo : Noah Carr
- Andrew Chown : Robert Ellis
- Sierra Maltby : Emily
- David Reale (en) : CJ
- Josh Bowman : un policier
- Edie Mirman : la mère d'Amy
- Paul Pape : le chauffeur Lyft
- Ellen Dubin : sergent Brandt
- Zehra Fazal : la reporter